# Archéographie
Le mot archéographie (du grec ἀρχαίος arkhaios (ancien) et γράφειν gráphein (décrire)), peut avoir deux significations :
1. Anciennement, l'archéographie est un terme désignant le fait de représenter par le dessin, la peinture ou la sculpture les monuments antiques ainsi que des scènes ou paysages anciens et était employé pour distinguer cet art de l'archéologie.
2. Actuellement, ce terme désigne la science humaine en rapport avec les alphabets anciens. L'archéographie est étroitement liée à la philologie, à l'étude des sources, à la paléographie et aux archives.